# Калугари (Бихор)
Калугари (рум. Călugări) насеље је у Румунији у округу Бихор у општини Карпинет. Oпштина се налази на надморској висини од 445 m.

## Становништво
Према подацима из 2002. године у насељу је живело 636 становника, од којих су сви румунске националности.